# メタルカラー
メタルカラー
- 創造的工業技術者の総称として提唱される和製英語。本記事で記述。
- 金属ではない物に金属（メタル）の光沢を与える塗料や、そのような塗装をいう。通常はメタリックカラーという。「カラー」の語源は英語の color （色）である。

メタルカラーとは、創造的工業技術者の総称として、ノンフィクション作家の山根一眞によって提唱される。週刊誌『週刊ポスト』で連載された『メタルカラーの時代』を語源とする和製英語なので、英会話では通じない。「カラー」の語源は英語の collar である。
ブルーカラーとホワイトカラーのいずれにも該当しない高度な技術職を、メタルカラーと呼ぶとされる。ブルーカラーとホワイトカラーの語源は衣服の襟の色が由来であるが、メタルカラーについては服飾とは関係ない。